# Neurônio unipolar

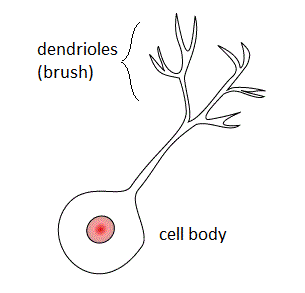
Ilustração de um neurônio unipolar, exemplo da célula 'em escova'.

Um neurônio unipolar é um neurônio no qual apenas um processo, chamado neurito, se estende do corpo celular. O neurito então se ramifica para formar processos dendríticos e axonais. A maioria dos neurônios no sistema nervoso central de invertebrados, incluindo insetos, são unipolares. Os corpos celulares dos neurônios unipolares de invertebrados geralmente estão localizados ao redor das bordas do neurópilo, na chamada casca do corpo celular.
A maioria dos neurônios no sistema nervoso central dos vertebrados, incluindo mamíferos, são multipolares. Contudo, alguns neurônios no cérebro dos vertebrados têm uma morfologia unipolar: um exemplo notável é a célula 'em escova' unipolar, encontrada no cerebelo e na região granular do núcleo coclear dorsal.
Alguns neurônios sensoriais de vertebrados são classificados como pseudo-unipolares. Esses inicialmente se desenvolvem como células bipolares, mas em algum momento, os dois prolongamentos que se estendem do corpo celular se fundem para formar um único neurito. O axônio então se divide em dois ramos. Os neurônios sensoriais com corpos celulares nos gânglios da raiz dorsal da medula espinhal dos vertebraos são pseudounipolares: um ramo se projeta para a periferia (para receptores sensoriais na pele, articulações e músculos), o outro para a medula espinhal.